# Голино (Новгородская область)
Голино — деревня в Шимском районе Новгородской области. Входит в состав Шимского городского поселения.

## История

### До 1917 года
Первое упоминание приходится на 1270 г.: «В лето 6778 … И совкупися в Новъгород вся волость Новгородьская, пльсковичи, ладожане, Корела, Ижера, Вожане; и идоша в Голино от мала и до велика, и стояша неделю на броде, а Ярославль полк об ону сторону».
В XVII столетии Голино стало крупным административным центром, в которых входили Коростынский, Бурегский, Медведский и другие погосты, округи.
Около 1768 года селом владел обер-прокурор и сенатор Пётр Неклюдов.
По данным за 1907 год, в Голино насчитывалось 158 жилых строений, в коих жили 1042 человека. В основном люди тогда занимались земледелием и рыболовством. Рыбу коптили, солили и вялили. Указом Екатерины здешним мужикам дозволялось ловить её бесплатно. Рыбная база просуществовала вплоть до 1970-х годов.

### После 1917 года
Влияние города в начале XX века сильно сказывалось на облике деревни. Как вспоминают старожилы, почти все избы были с мезонинами и украшались ажурной резьбой. Дома не имели больших подклетей. В поле возвышались ветряные мельницы-шатровки. На ручье недалеко от деревни стояла водяная мельница.
К началу 1940-х годов в деревне насчитывалось 120 дворов. До 1970-х годов работали школа и интернат.

### В наше время
В 1990-е гг. XX века Петропавловская церковь была в ужасном состоянии.
В 2010 году начали реставрировать церковь Петра и Павла (Петропавловскую).

## Горшечная столица
До революции в селе работали четыре горшечных завода. Горшки отвозили в Коростынскую гавань, а оттуда — в Новгород и дальше.
Из местных кирпичей выстроена здешняя церковь святых апостолов Петра и Павла (1898 год постройки). Она до сих пор красуется на холме. В двух верстах от неё, на реке Усенка, стояла водяная мельница.

## География
Деревня находится в 9 км к северо-востоку от административного центра района — посёлка городского типа Шимск и в 3-4 км от западного берега озера Ильмень.  Единственный населённый пункт рядом с дельтой реки Шелонь. Голино расположено на берегу протоки Малая Шелонь. В 3,5 км к северо-западу от Голино проходит автомобильная дорога P-56 (Великий Новгород — Шимск — Псков).

## Население
| 2010 |
| ---- |
| 75   |